# Khoshk (ort)
Khoshk (persiska: خشک) är en ort i Iran.   Den ligger i provinsen Khorasan, i den östra delen av landet, 800 km öster om huvudstaden Teheran. Khoshk ligger 1 683 meter över havet och antalet invånare är 737.
Terrängen runt Khoshk är kuperad åt sydost, men åt nordväst är den platt. Runt Khoshk är det glesbefolkat, med 11 invånare per kvadratkilometer. Khoshk är det största samhället i trakten. Omgivningarna runt Khoshk är i huvudsak ett öppet busklandskap.